# فرش عشایر
فرش عشایر و نقوش ایلاتی اغلب توسط عشایرایران بافته می‌شودند واغلب نگاه و تزئینات طرح ملهم از ذهن قالیبافان می‌باشد در این طرح‌ها قرینه بودن بی معناست و حتی همین ویژگی وسادگی نقوش ازعوامل اصلی زیبایی طرح‌های این گروه می‌باشد طرح‌های فرش عشایرقشقایی شاهسون بلوچ و غیره در این گروه قراردارند

## بافته‌های عشایری استان کرمان
به‌طور کلی مهم‌ترین ایلات استان کرمان شامل۱ایل افشار۲ایلات پیچاقچی ۳ایل جبال بارزی۴ایل مهنی ۵لرها۶اعراب
البته تاکنون اطلاعات کاملادقیقی ازایلات این استان ارائه نشده و می‌توان نام بسیاری دیگررادرکنارعشایرفوق الذکرمثال زد اما بخاطر اهمیت و شهر ت قالیچه‌های افشاردراستان کرمان که ازشهرت بسیاری درداخل و خارج ازکشوربرخوردارمی‌باشندوازطرفی بیشترین قالیچه‌های عشایری بافته گردیده است دراستان کرمان تحت نام افشارمعرفی می‌شوند دراین جابه بررسی می‌شتابیم ایل افشاردرزمان سلطنت شاه طهماسب صفوی به سرزمین کرمان کوچ کردمردم این ایل درمنطقهٔ وسیعی که ازجنوب غربی رفسنجان در جهت جنوب شرقی تاجاده کرمان-بم ادامه داراست محل زندگی آن‌ها انجاست و مرکز داد و ستد آن‌ها شهر بافت است.

## ارایه‌های عشایرفارس
آرایه‌های عشایری فارس راتقریبا به سه گروه قابل تقسیم هستنددستهٔ اولطرح‌های شکستهٔ مرکب شهری می‌باشداین نوع طرح هاباوجودشکل شکسته وابتدایی خویش ازطرح‌های پیچیده وگردان شهری الهام گرفته می‌باشد این طرح‌ها معمولاً تاریخ جدیدتری ازطرح‌های شکسته دارا می‌باشند دستهٔ دوم طرح‌های حیوانی می‌باشندکه این دسته ازطرح هاهمراه باگروه طرح‌های حیوانی توضیح داده می‌شودونمونه‌هایی ازان‌ها بیان خواهد شد دستهٔ سومنقشهای اشکالی هستندکه برخلاف شاخ وبرگ وگل ورابطهٔ مستقیم و آشکا ربا یکدیگر دارا نیستند و مثل نقشهٔ سرتاسری ماهی درهم به هم پیوسته نمی‌باشند.

## فرش‌های ایلاتی
اصطلاح فرش‌های ایلاتیهم کف پوش وهمسایراشیای بافتهٔ ایلات وعشایرصحراگردونیمه صحراگردراشامل می‌شود که برای نیازهای خودمی بافندهرچندعنوان‌های فرش ایران و فرش شرقیازجنبه‌های نظری شامل کلیهٔ فرش‌هایی می‌باشد که درقلمروایران بافت می‌شودامابه عنوان یک قاعده وتنهابه فرش‌هایی که بافت ظریف دارندباطرح گل وبته اشاره می‌کندکه درشهرهایی مثل مشهد-کرمان-کاشان-اصفهان-تبریزبافته می‌شونداطلاعات ماازفرش‌های روستایی به خصوص ایلات وعشایرهنوزمحدودمی باشدوبه خاطراین که اهل فن درمطالعه‌های راجع به فرش کلاومنحصراتوجه خودرابه فرش‌های درباری قرن‌های ۱۰و۱۱هجری قمری معطوف کرده اندواغلب در این کارتابدان جاجلورفته اندکه سایربافته هارابه عنوان تولیدحاشیه‌ای وروستایینادیده گرفته شده‌است وموردعلاقهٔ خودنمی بینندبرای مثال ویلهم فون بدازمقام‌های سرشناس وباسابقه ضروری به حساب آورد جریان اصلی فرش ایران کار ولایات و نوعاتنهاانچه ازجنبهٔ محلی وتاریخی موردتوجه استتاکیدمی کند